# برج تامنتفوست
برج تامنتفوست هو حصن يقع في منطقة تامنتفوست ما بين بلديتي المرسى وبرج البحري التابعتين لولاية الجزائر ويعود تاريخ بنائه إلى فترة إيالة الجزائر.

## تاريخ
تم بناء «برج تامنتفوست» في سنة 1661م من طرف «رمضان آغا» تحت سلطة «إسماعيل آغا» أثناء مرحلة الأغوات في إيالة الجزائر.
وتمت إعادة ترميم وبناء هذا الحصن في سنة 1685م أثناء مرحلة الداي «حسين ميزو مورتو» غداة الهجوم البحري الأول في 1682م ثم الهجوم البحري الثاني في 1683م الذين قادهما «أبراهام دوكاسن» على مدينة الجزائر خلال سنتي 1682م و1683م.
وتم استخدام أغلب مواد بناء هذا الحصن بعد اقتلاعها من أطلال المدينة القديمة روسقونيا (باللاتينية: Rusguniae) الواقعة في بلدية المرسى.
وكان مدفع هذا الحصن يُعلن بطلقاته وصول وتعيين «الباشا الجديد» المعين في إيالة الجزائر من طرف الباب العالي في إسطنبول.
وكان «كارلوس الخامس» قد قام بإعادة إركاب جنوده لإجلائهم نحو فرنسا انطلاقا من أحد المرافئ المطلة على خليج الجزائر والقريبة من هذا الحصن بعد تحطم أسطوله خلال معركة الجزائر ما بين 21 و25 أكتوبر 1541م.
وتم إدراج «برج تامنتفوست» في برنامج ترميم البنايات التاريخية من طرف وزارة الثقافة الجزائرية ما بين سنتي 2002م و2005م بميزانية ترميم بلغت 8 ملايين دينار جزائري آنذاك.

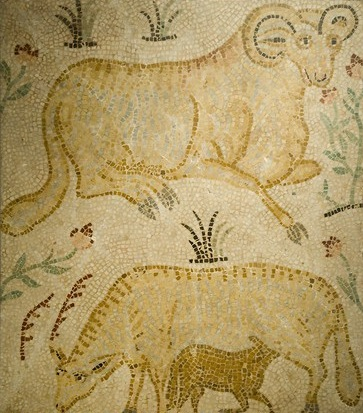
آثار منطقة تامنتفوست
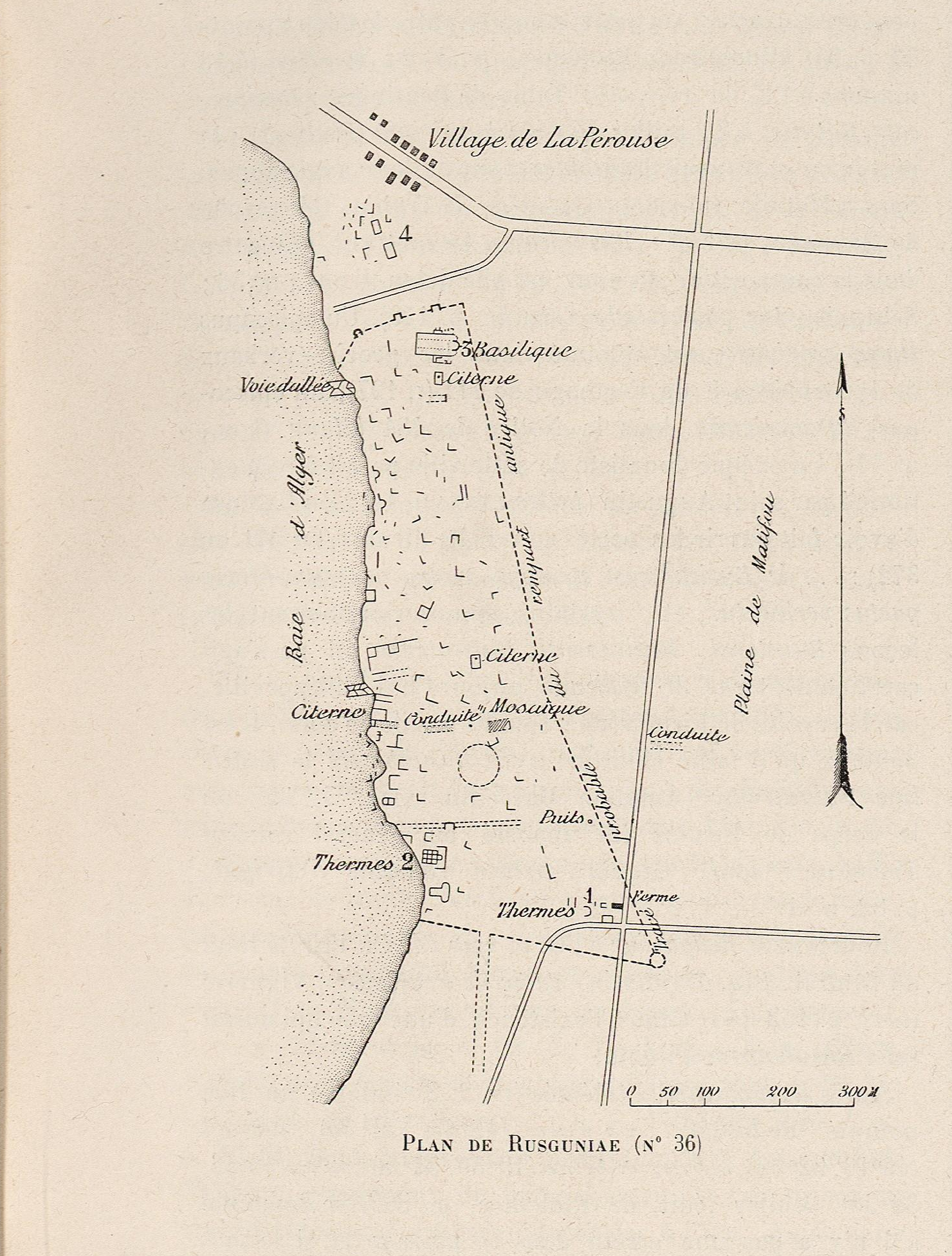
آثار منطقة تامنتفوست

## المعارك
تم استهداف موقع «برج تامنتفوست» و«ميناء تامنتفوست» خلال أغلب «الحملات الأوروبية البحرية» على قصبة الجزائر أثناء حكم إيالة الجزائر والجزائر العثمانية.
ذلك أن المسافة البحرية المباشرة بين «برج تامنتفوست» و«برج عمار» تبلغ 15 كلم بما كان يجعل المدفعية الجزائرية تستطيع استهداف السفن الأجنبية على مرمى 7.5 كلم من البرجين في عرض البحر، وهذا هو سبب الاستهداف المتواصل لهذا الموقع في تامنتفوست.
| رقم | المعركة               | التاريخ         | القادة الأوروبيون                            | القادة الجزائريون                        |
| --- | --------------------- | --------------- | -------------------------------------------- | ---------------------------------------- |
| 01  | معركة الجزائر (1510م) | ماي 1510م       | فرناندو الثاني بيدرو نافارو                  | سالم التومي                              |
| 02  | معركة الجزائر (1516م) | سبتمبر 1516م    | دييغو دي فيرا أبو عبد الله محمد المتوكل      | سالم التومي خير الدين بربروس عروج بربروس |
| 03  | معركة الجزائر (1529م) | 29 ماي 1529م    | مارتن دي فارغاس                              | خير الدين بربروس                         |
| 04  | معركة الجزائر (1541م) | 21 أكتوبر 1541م | كارلوس الخامس                                | حسن آغا                                  |
| 05  | معركة الجزائر (1682م) | 22 جويلية 1682م | أبراهام دوكاسن                               | بابا حسن                                 |
| 06  | معركة الجزائر (1683م) | 26 جوان 1683م   | أبراهام دوكاسن                               | بابا حسن                                 |
| 07  | معركة الجزائر (1775م) | سنة 1775م       | أليخاندرو أوريللي                            | محمد عثمان باشا                          |
| 08  | معركة الجزائر (1783م) | 4 أوت 1783م     | أنتوان بارسيلو                               | محمد عثمان باشا                          |
| 09  | معركة الجزائر (1784م) | جانفي 1784م     | أنتوان بارسيلو                               | محمد عثمان باشا                          |
| 10  | معركة الجزائر (1816م) | 27 أوت 1816م    | اللورد اكسماوث تيودوروس فريديريك فون كابيلين | عمر آغا                                  |

## الموقع
يقع «برج تامنتفوست» قرب ميناء تامنتفوست على الشريط الساحلي غير البعيد عن مصب وادي الحراش وتفصل بينه وبين قصبة الجزائر مسافة برية قدرها 28 كلم.
وهذا الموقع الرائع في الشريط الساحلي والواجهة البحرية على خليج الجزائر، يجعل منه موقعا استراتيجيا مقابلا للطريق السريع على مستوى بلديتي المرسى وبرج البحري.
يقع برج تامنتفوست على بعد 20 كلم إلى الشرق من مدينة الجزائر العاصمة، ويطل على البحر الأبيض المتوسط.
ويقع هذا الحصن في ساحل سهل متيجة ومنطقة القبائل.

## الهندسة المعمارية

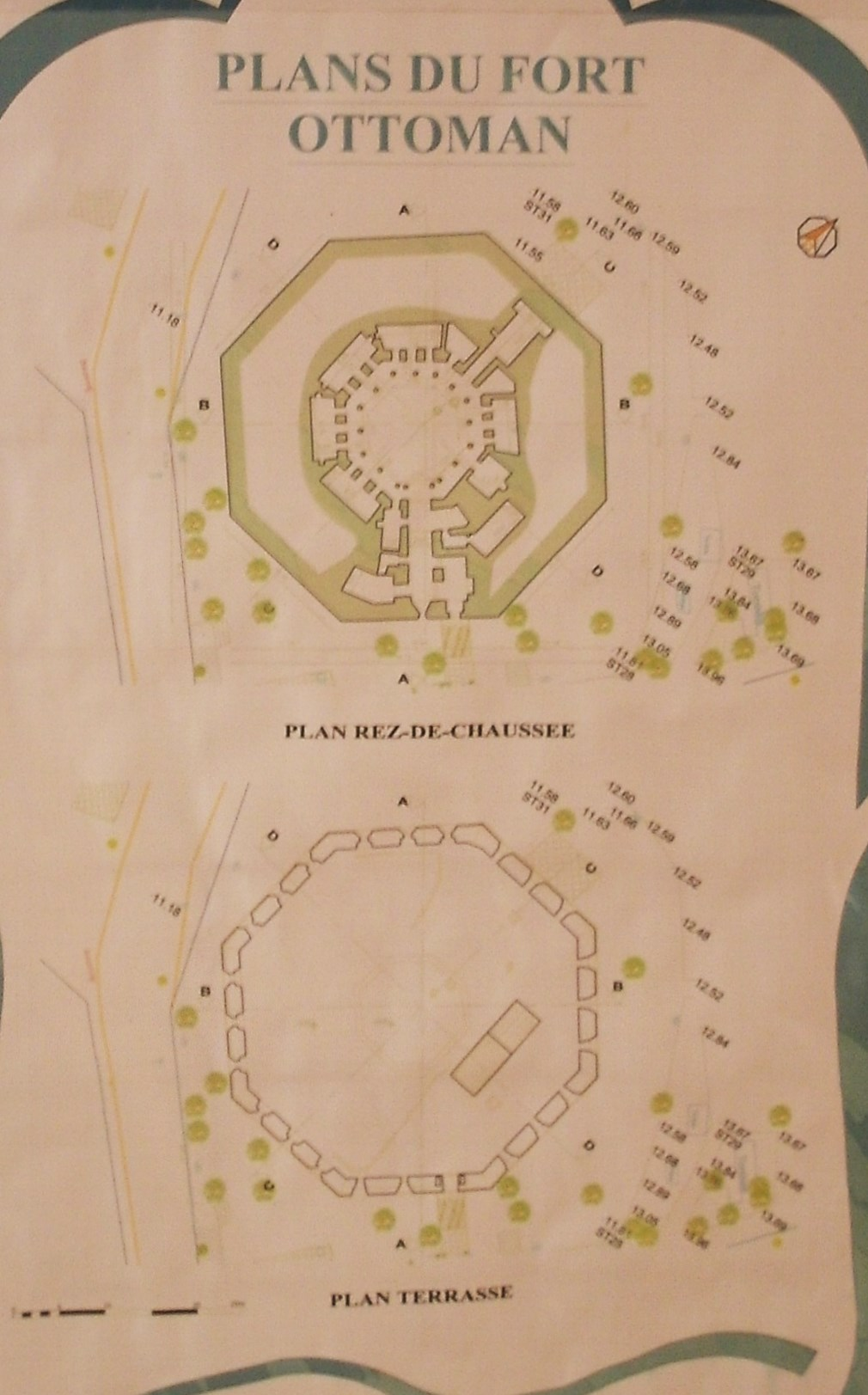
مخطط حصن تامنتفوست

تتمثل الهندسة المعمارية لمبنى «برج تامنتفوست» من الخارج في هيكل حجري أساسه على شكل مضلع ثماني أضلاع وحجمه على شكل متوازي السطوح.
ويُعتبر هذا الحصن بشكله الخصوصي هذا وحيدا من نوعه في كامل المنطقة المغاربية.
ويُحاط هذا البرج التركي بخندق عمقه 3 أمتار يتم العبور فوقه من الناحية الجنوبية الشرقية عبر جسر متحرك للولوج إلى داخل الحصن.
طول هذا الجسر المتحرك هو 5 أمتار وعرضه 1.5 متر ويسمح بالتواصل بين الباب الخلفي وعمق الخندق.
وتتكون واجهة المبنى الرئيسية لهذا الحصن من ركح يقع وراء الجدران التي ترتفع إلى علو 9 أمتار.
وتتوسط هذه الجدران في أعلاها مجموعة من الأبراج الصغيرة حادة الزوايا ومغطاة متكونة من كوات.
يتميز الفناء العلوي الخارجي لهذا الحصن برواقه الدائري العريض.
أما بالنسبة لداخل الحصن فهو يتكون من طابق أرضي وفناء سفلي داخلي.
وتؤدي ردهة أو سقيفة هذا الطابق الأرضي، على شكل متاهة، إلى فناء مركزي عبر دهليز ذي أقواس معمدة ينفتح عليه مطبخ، وقاعة صلاة، وسجن، وحمام، ومخزن أسلحة.
تقع سلالم على يمين الدهليز ذي الأقواس المعمدة تسمح بالصعود إلى الفناء العلوي الخارجي الذي يوفر بنظرة بانورامية على رأس تامنتفوست وعلى خليج الجزائر.
وكان هذا الفناء العلوي الخارجي يحتوي على 22 مدفعا مرصوصة حوله لمواجهة الأساطيل البحرية الأجنبية المعادية ولحماية سفن الأسطول البحري الجزائري.
وتم وضع مدفع واحد على الضلع الذي يعلو باب مدخل الحصن، في حين أن 3 مدافع كانت موضوعة على كل ضلع من الضلوع السبعة المتبقية.

## تصنيفه
تم تصنيف «برج تامنتفوست» ضمن الممتلكات الثقافية الجزائرية في سنة 1967م · .
ومنذ ذلك الحين تم تسييج الحصن وترميمه دوريا واستغلاله في المناسبات الثقافية المختلفة · .
وكانت الأمرية رقم 67-281 الصادرة بتاريخ 20 ديسمبر 1967م بعد الاستقلال الجزائري كفيلة بتقنين استكشاف وحماية الموروث الثقافي الجزائري بعد إعادة صياغة قوانين مرحلة الاحتلال الفرنسي للجزائر · .

## وظيفته

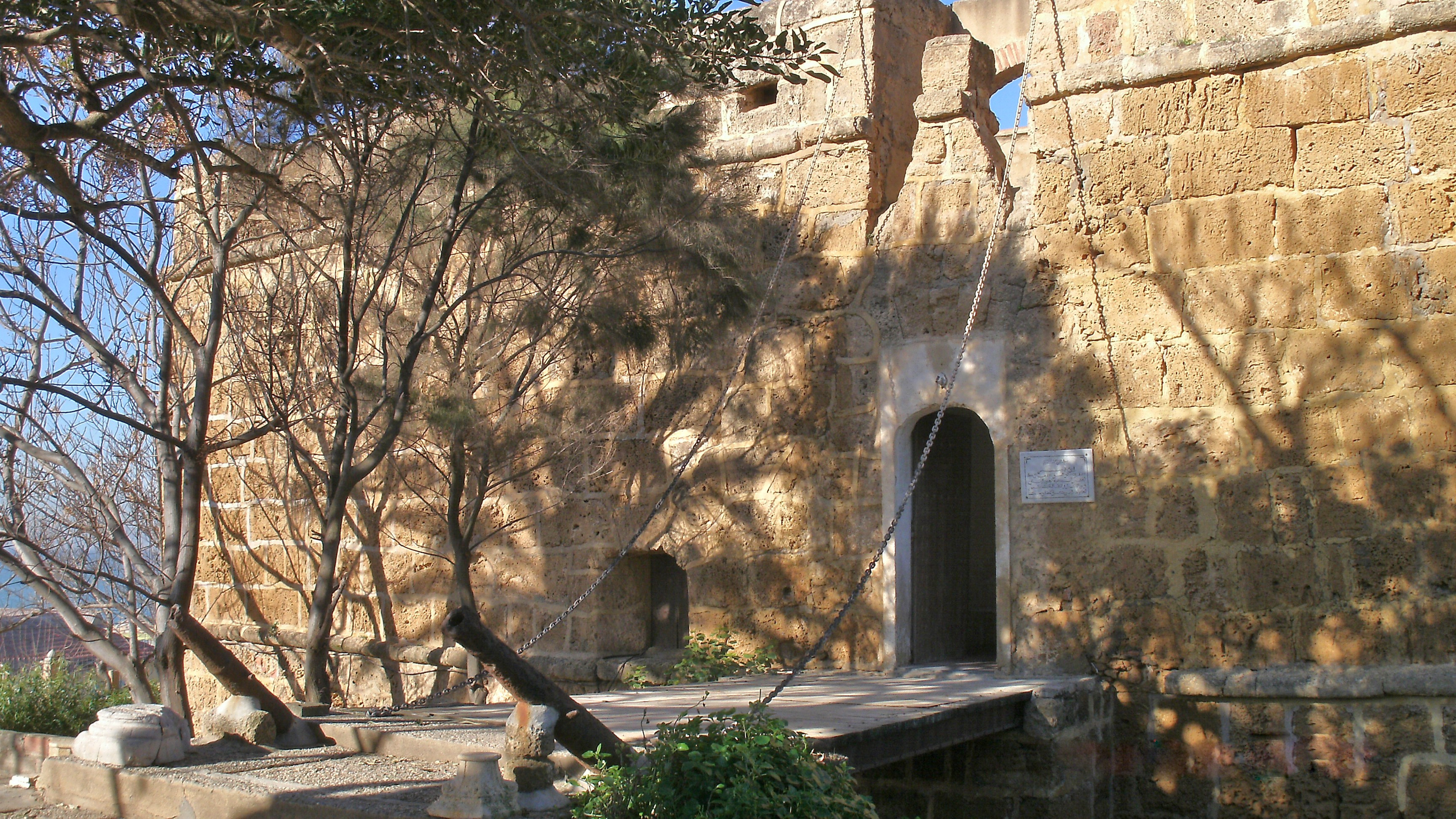
مدخل حصن تامنتفوست

### محجر بحري
كان «برج تامنتفوست» يُستعمل كمحجر بحري ما بين القرن السادس عشر والتاسع العشر الميلادي إلى غاية الاحتلال الفرنسي للجزائر.

### مبايعة محمد بن زعموم
شهد «برج تامنتفوست» مجريات «مبايعة محمد بن زعموم» مع «علي ولد سي سعدي» من طرف المقاومة الشعبية في متيجة ومنطقة القبائل والتيطري مباشرة بعد سقوط مدينة الجزائر بتاريخ 5 جويلية 1830م وبدء الهجوم الفرنسي على منطقة البليدة.
وبدأت هذه الفترة المضطربة بسقوط الجزائر العاصمة مباشرة حيث ادعى المارشال دي بورمن أن بعض البدو استولوا على مواشي بعثها باي التيطري لتموين الجيش الفرنسي ليقوم بحملة على مدينة البليدة بتاريخ 23 جويلية 1830م.
فتقدم حوالي 1.000 من المشاة و300 من الفرسان مدعمين بالمدفعية، فنظم سكان البليدة كمينا للجيش الفرنسي حيث تظاهروا بالاستسلام وسمحوا للفرنسيين بالدخول دون مقاومة.
وفي صباح يوم 24 جويلية 1830م استغلوا تراخي الجيش الفرنسي ليشنوا هجوما من سفوح جبال شريعة ومن السهول المجاورة، وعلى حسب المصادر الفرنسية فإن الجنود الفرنسيين لم يتمكنوا من الخروج من أبواب «باب الجزائر» إلا منبطحين بعد أن خسروا 80 جنديا.
وترتب عن هذه المعركة نتائج مهمة تمثلت في:
1. تخلي الاحتلال الفرنسي عن محاولة الخروج من الجزائر العاصمة.
2. أعلن باي التيطري مصطفى بومرزاق استقلاله عن السلطة الفرنسية.
3. عقد شيوخ القبائل والزوايا اجتماعا هاما في برج تامنتفوست بمنطقة برج البحري حيث قرروا توحيد المقاومة الشعبية تحت زعامة محمد بن زعموم وعلي ولد سي سعدي.[30]

كانت خطة المقاومة الشعبية بقيادة «الأمير محمد بن زعموم» تقتضي إحكام حصار على الجيش الفرنسي في الجزائر العاصمة ومنعه من الخروج وقطع كل طرق الإمداد البرية عليه وقد تم تنفيذها بإحكام حتى أصبح وضع الفرنسيين صعبا، فبمجرد خروج جندي فرنسي من أسوار الجزائر العاصمة يُقتل وقد حاول «العقيد فريشفيل» (بالفرنسية: Frécheville) الخروج فقُتل في الحراش.

### متحف

الإمبراطورية الرومانية

تم تحويل «برج تامنتفوست» إلى متحف تاريخ تحت وصاية وزارة الثقافة الجزائرية بتاريخ 27 ماي 1999.
وقد تم تخصيص أربع قاعات حول فناء الطابق الأرضي في «برج تامنتفوست» من أجل عرض قطع أثرية تعود إلى ما عصر ما قبل التاريخ الميلادي والإمبراطورية الرومانية والمرحلة الإسلامية.
وتم توفير هذه القطع الأثرية من طرف إدارة المتحف الوطني باردو في الجزائر العاصمة بواسطة «الوكالة الوطنية لعلم الآثار وحماية المواقع والبنايات التاريخية» (بالفرنسية: Agence nationale d'archéologie et de la protection des sites et monuments historiques).
ويُعتبر هذا الجذب السياحي بواسطة هذا المتحف مدعوما بميناء تامنتفوست الصغير في الجوار يسمح بترفيه السياح.

### موقع أثري
قامت ولاية الجزائر بإطلاق برنامج تنقيب عن الآثار حول «برج تامنتفوست» خلال شهر أفريل 2015م على مساحة 117 هكتارا.
وتمثل مخطط التنقيب عن المدينة القديمة روسقونيا (باللاتينية: Rusguniae) حول الحصن في مشاركة علماء آثار من جامعة باب الزوار ومن الهيئات الثقافية الجزائرية الأخرى قصد كشف هذا الموروث التاريخي واستغلاله علميا وثقافيا وسياحيا.

## مكتبة الصور

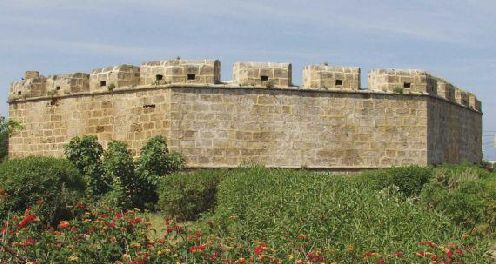
منظر حصن تامنتفوست
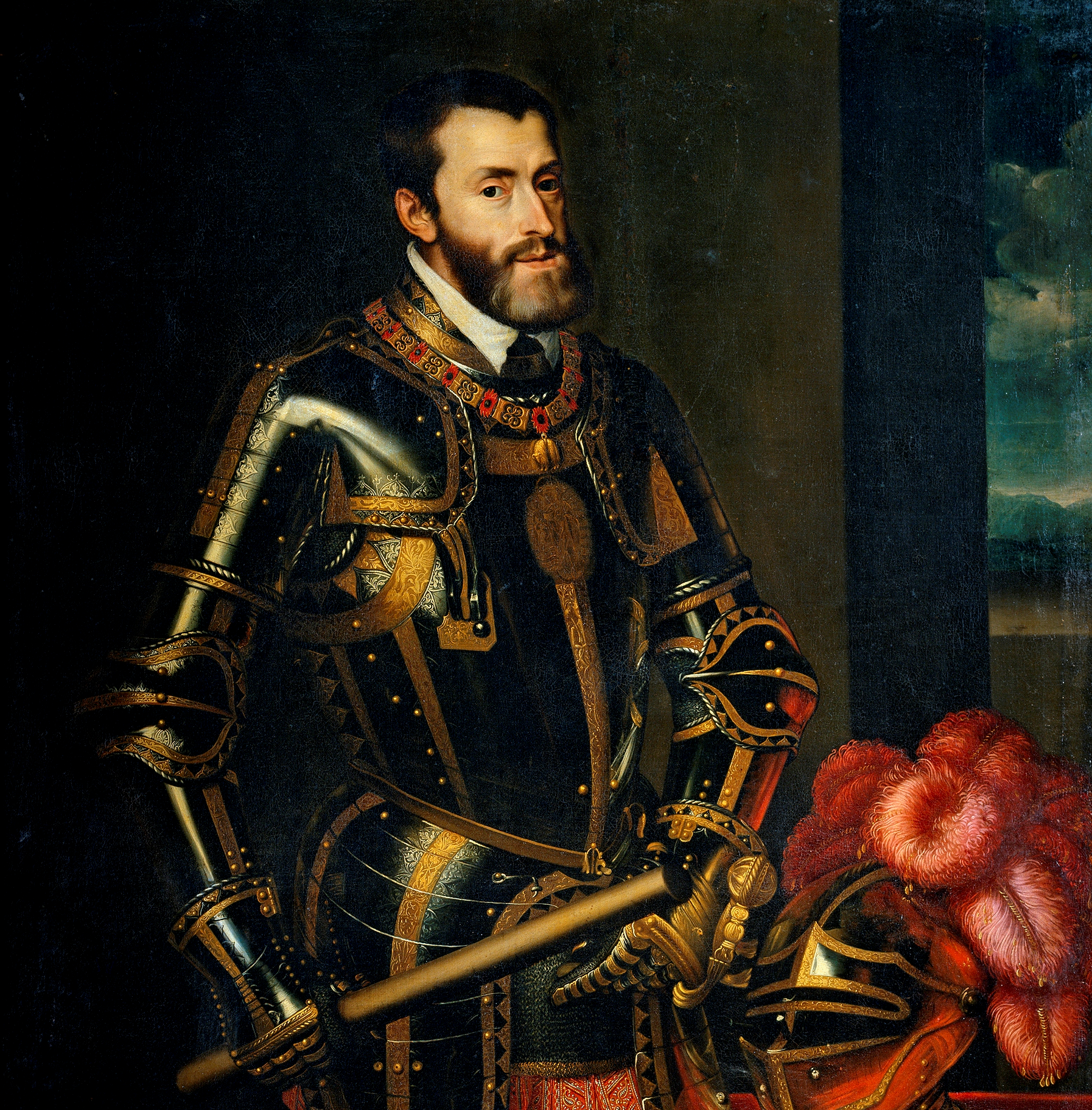
كارلوس الخامس
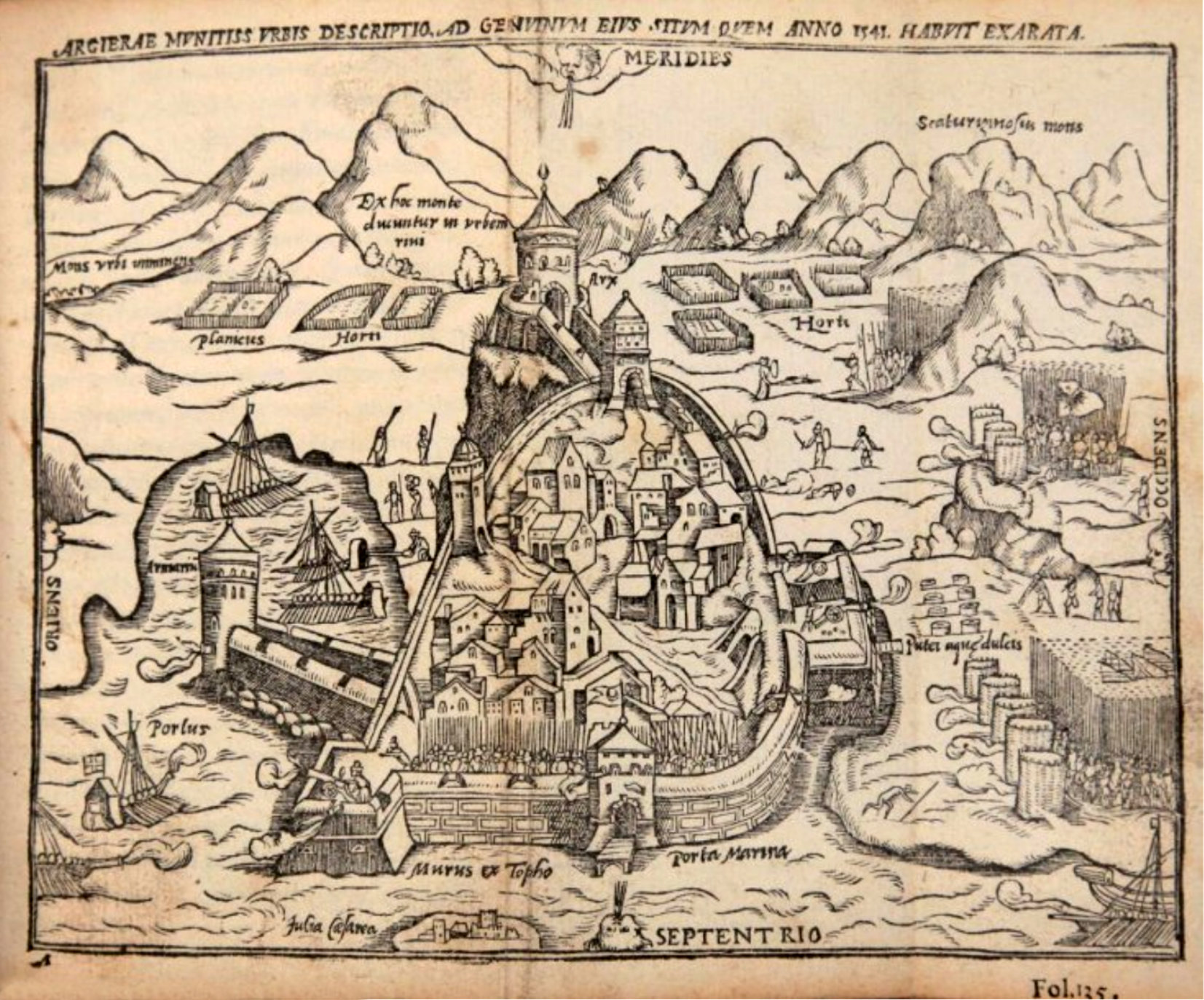
معركة الجزائر في أكتوبر 1541م
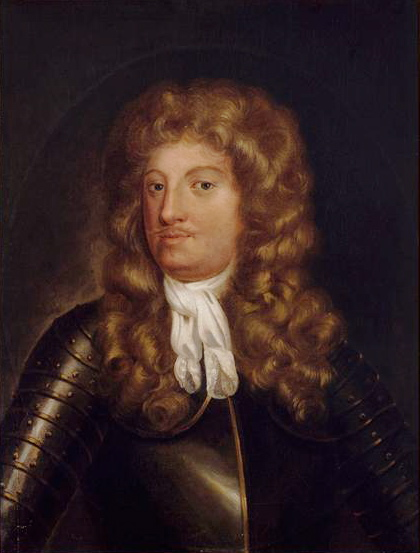
أبراهام دوكاسن
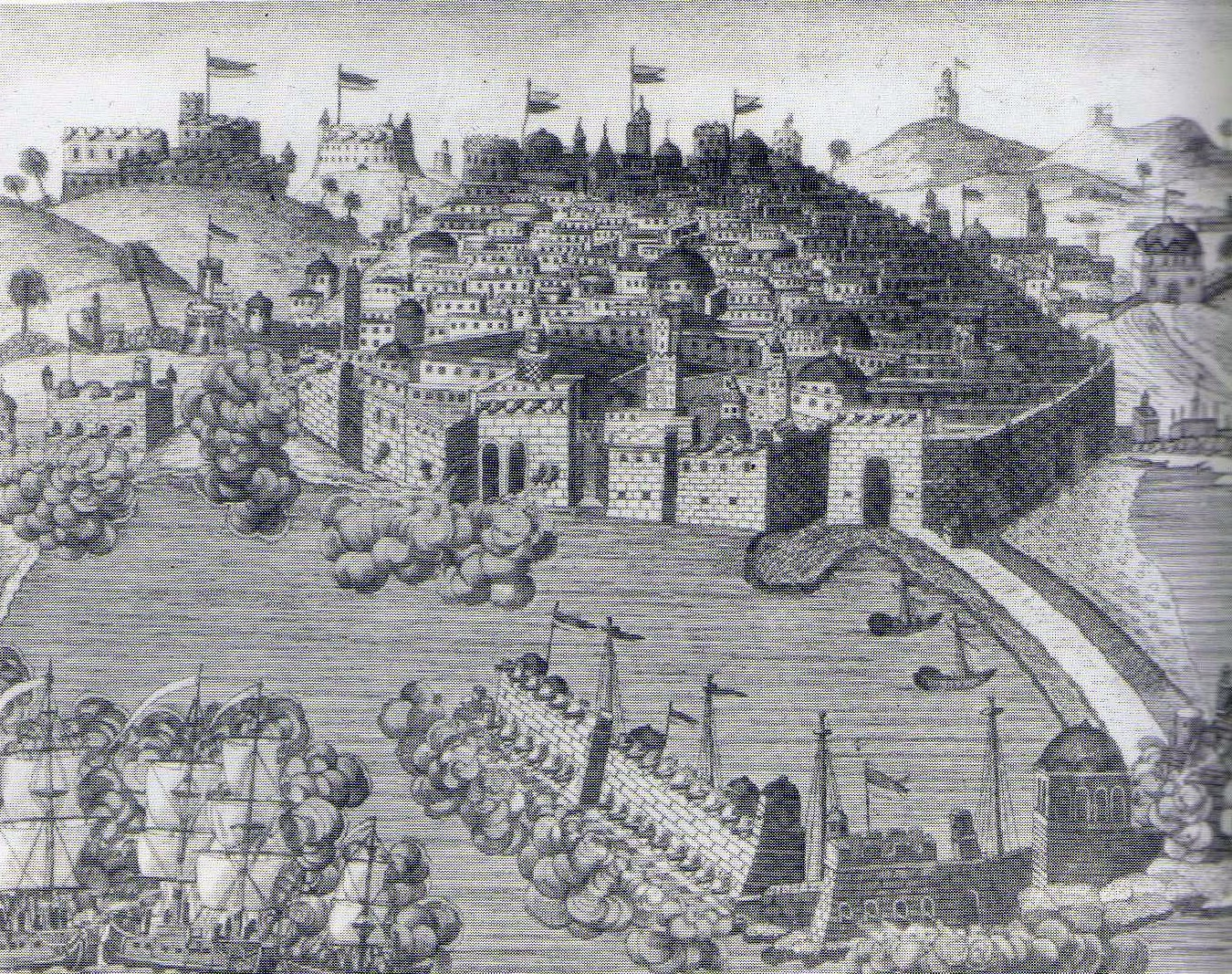
الهجوم البحري على الجزائر (1682م) من طرف أبراهام دوكاسن
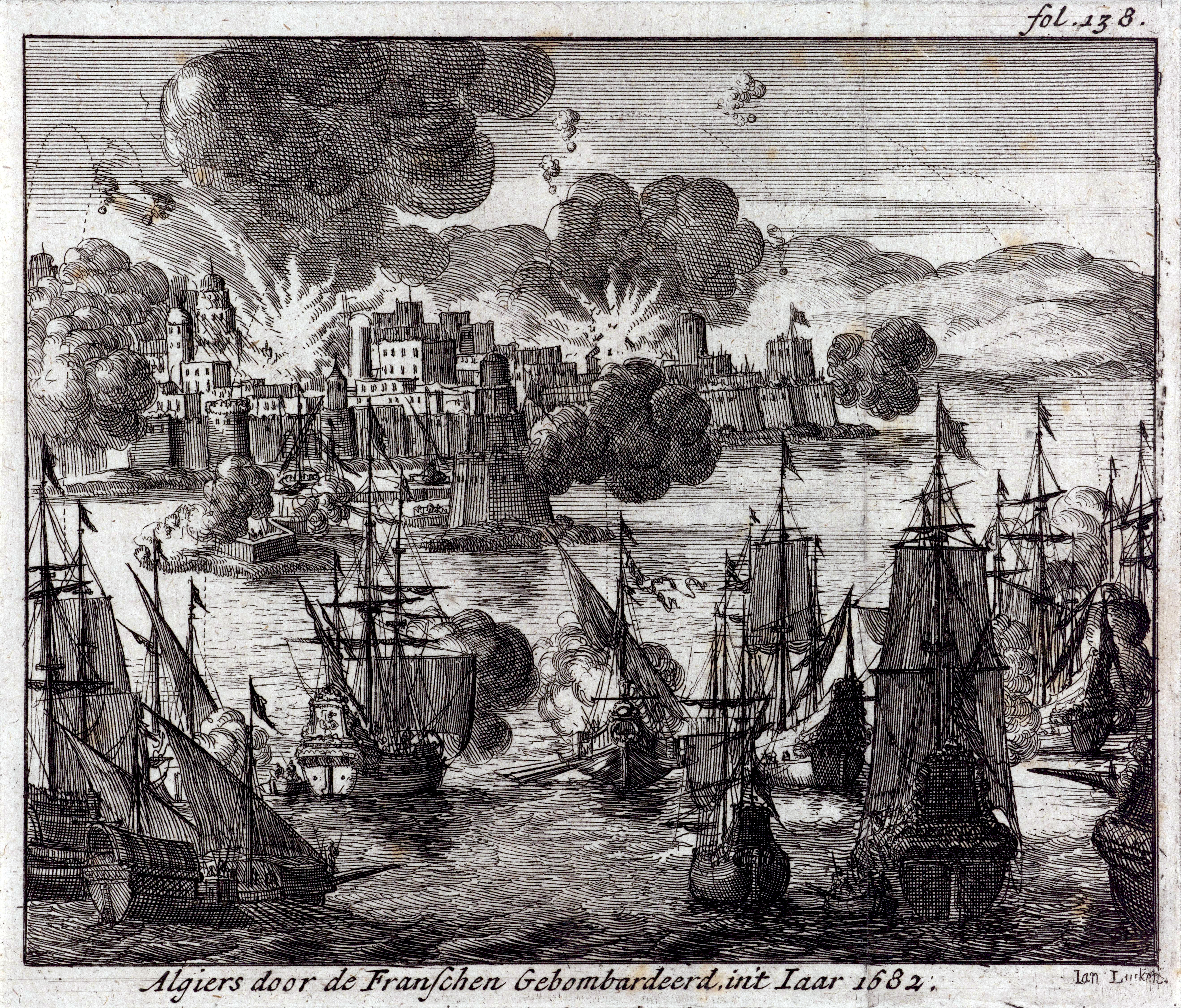
الهجوم البحري على الجزائر (1682م) من طرف أبراهام دوكاسن
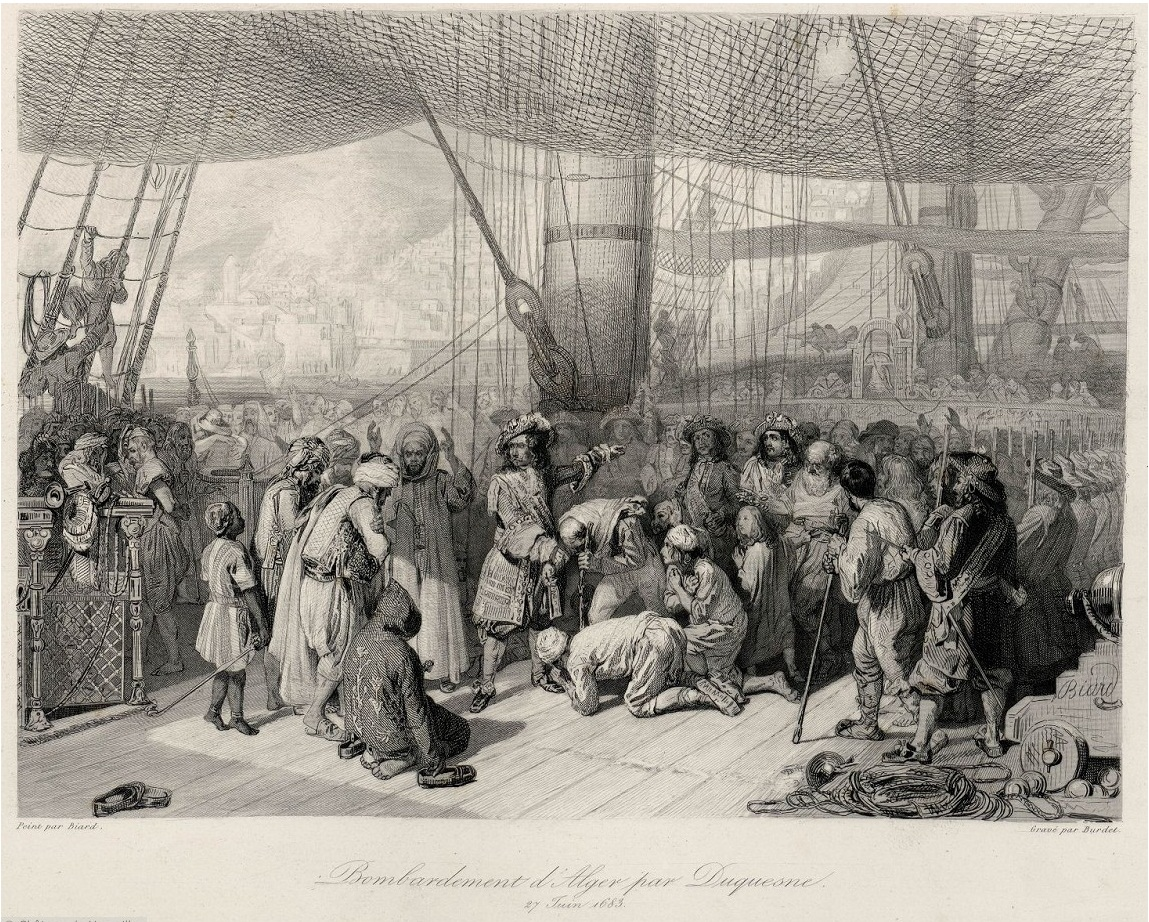
الهجوم البحري على الجزائر (1683م) من طرف أبراهام دوكاسن
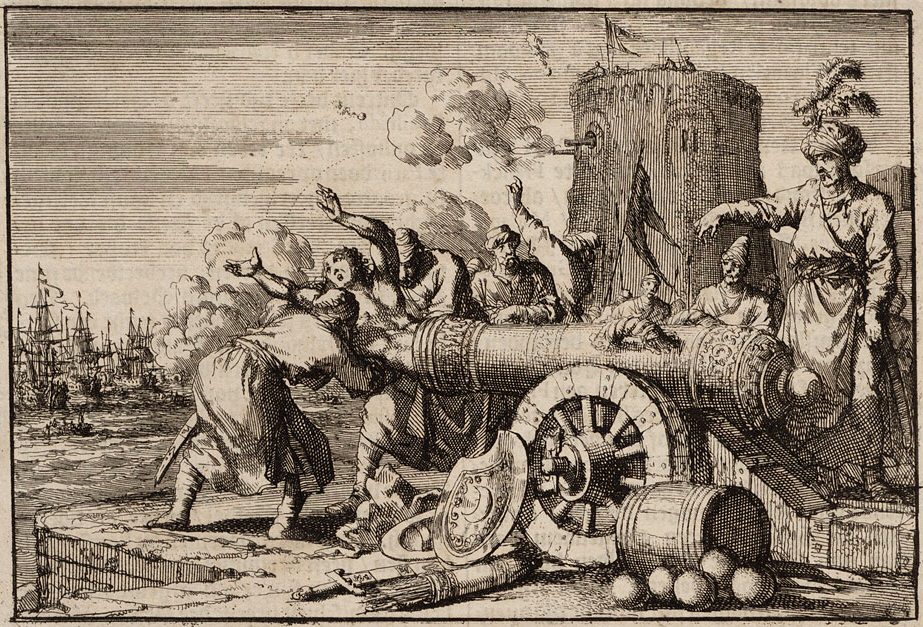
الهجوم البحري على الجزائر (1683م) من طرف أبراهام دوكاسن
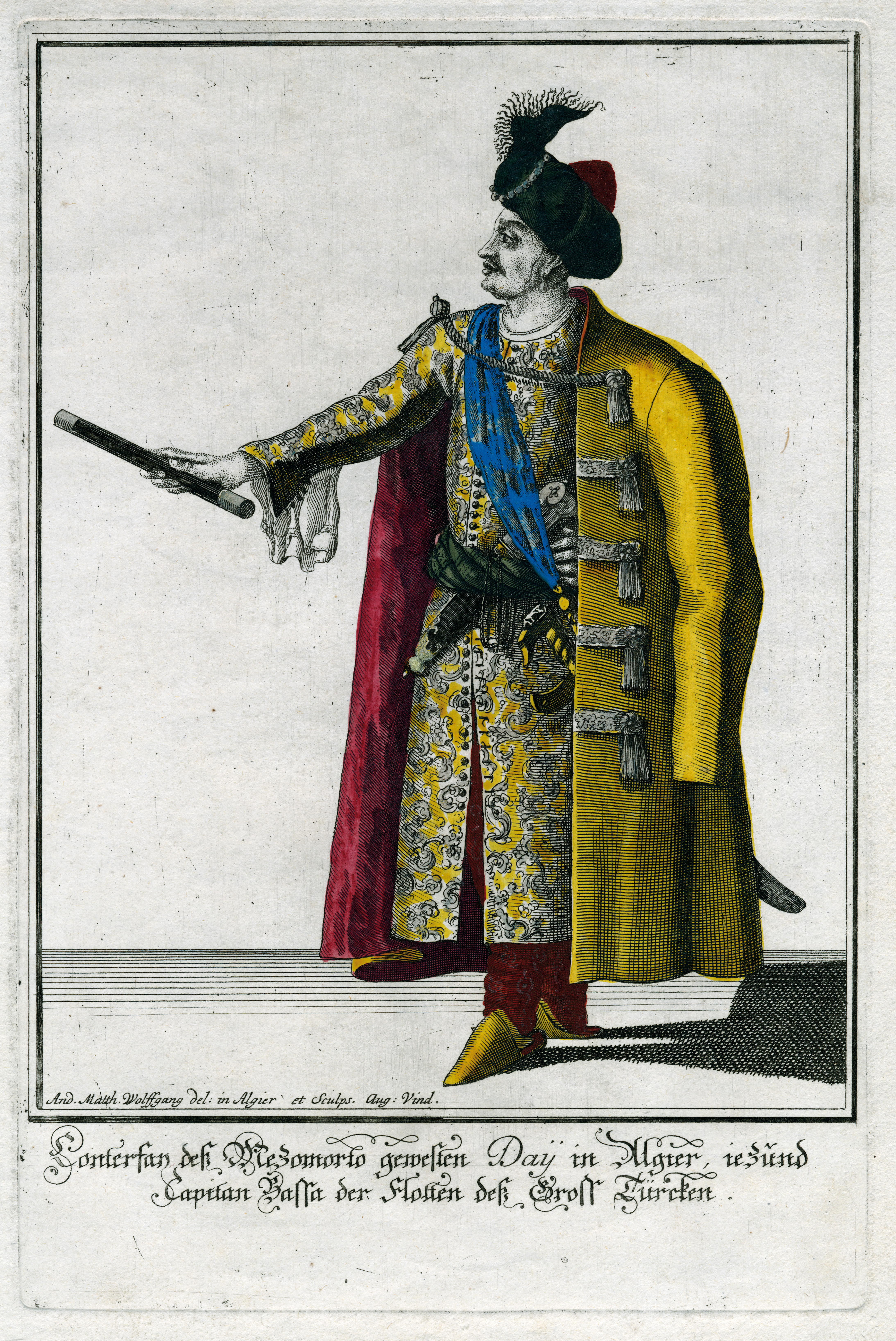
الداي حسين ميزو مورتو
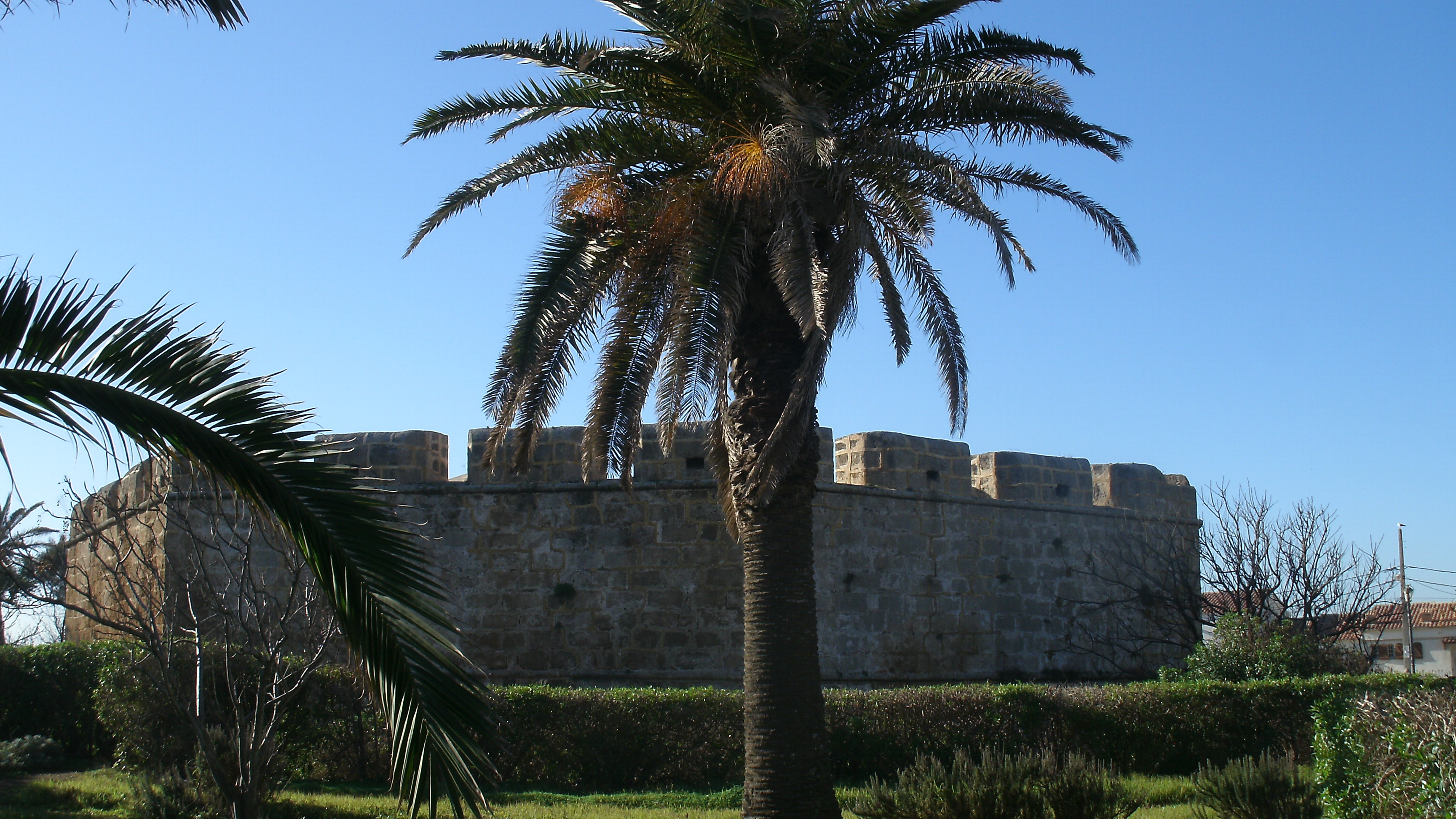
حصن تامنتفوست
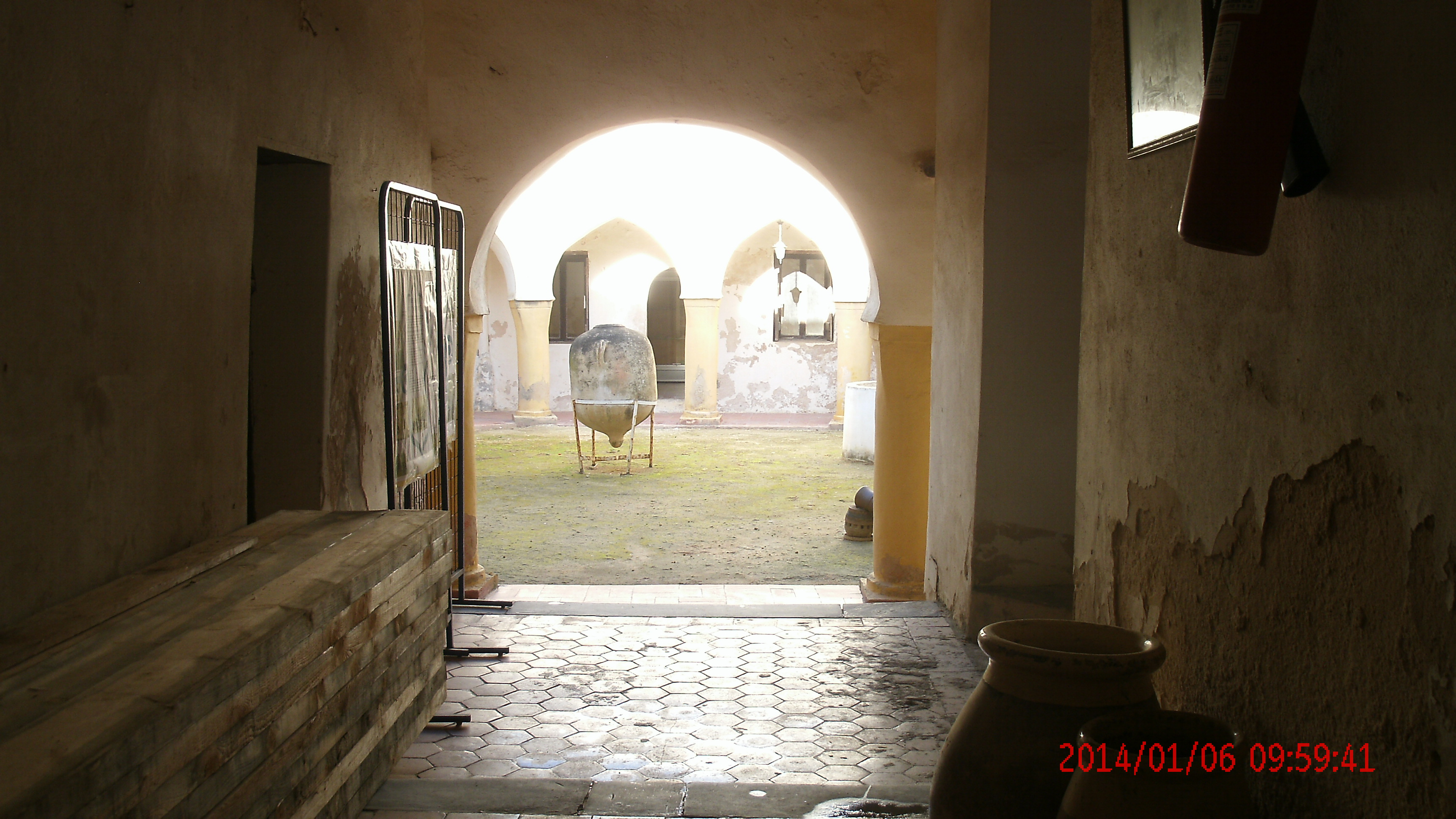
سقيفة حصن تامنتفوست
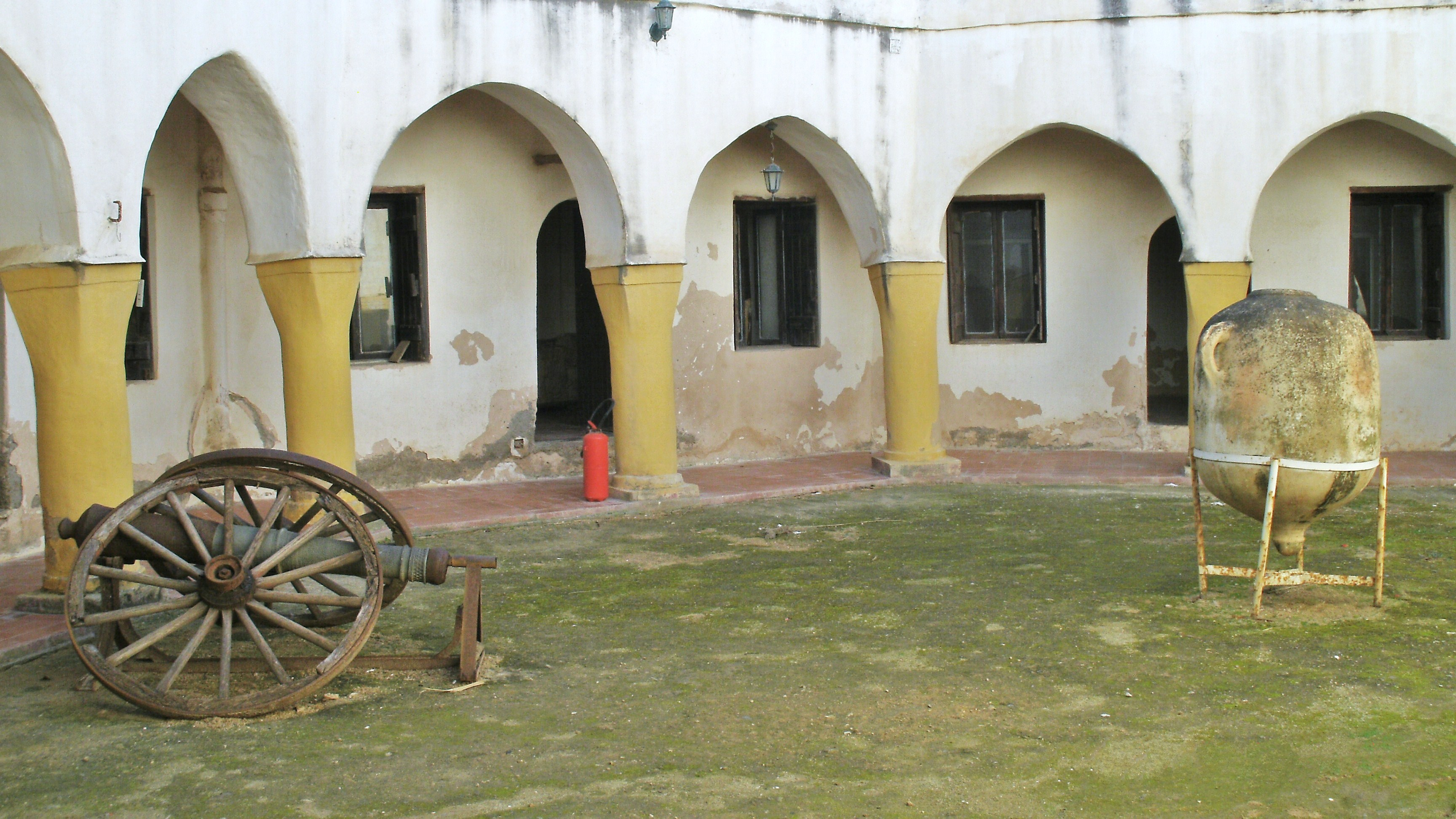
فناء حصن تامنتفوست
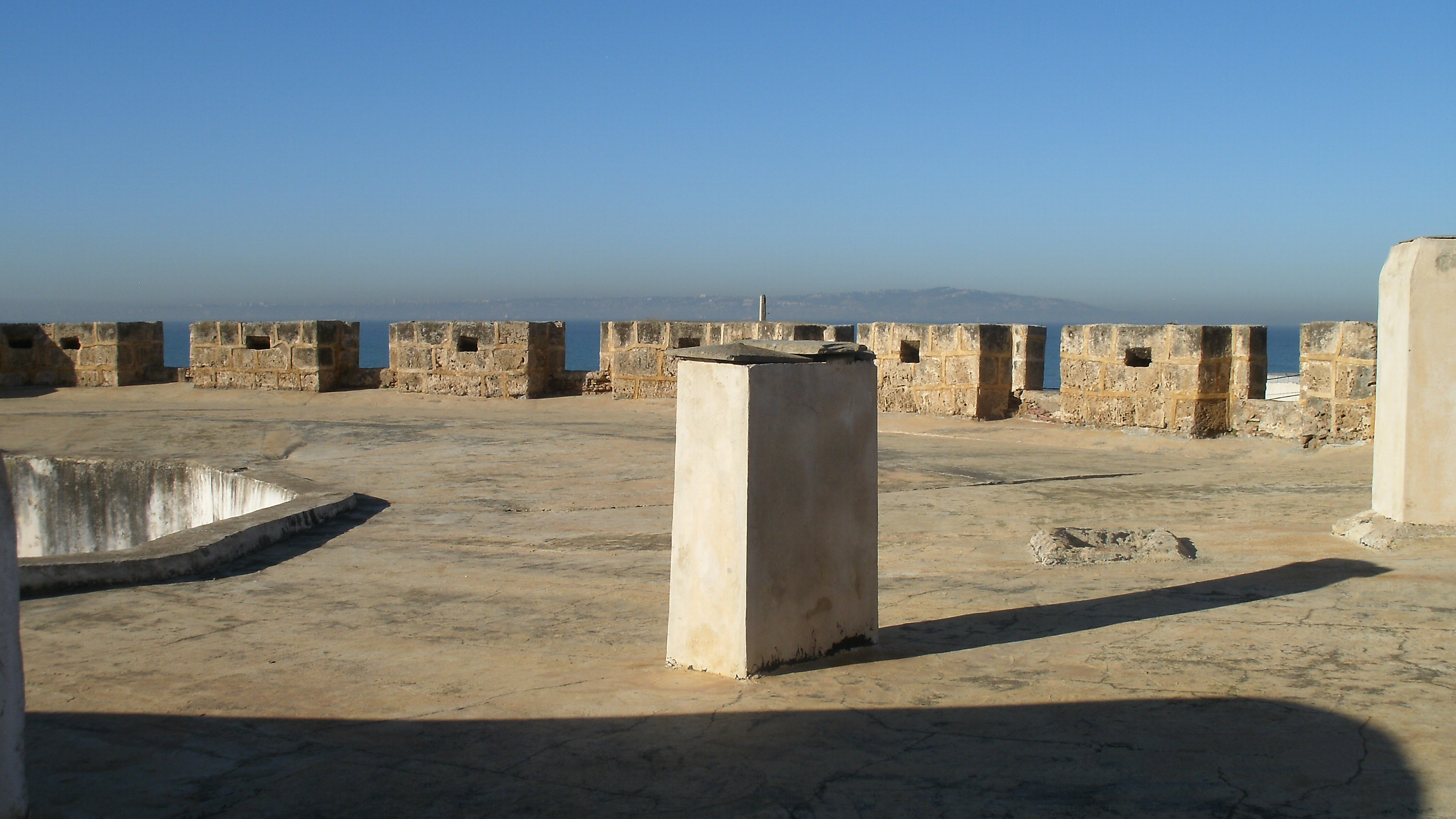
شرفة حصن تامنتفوست
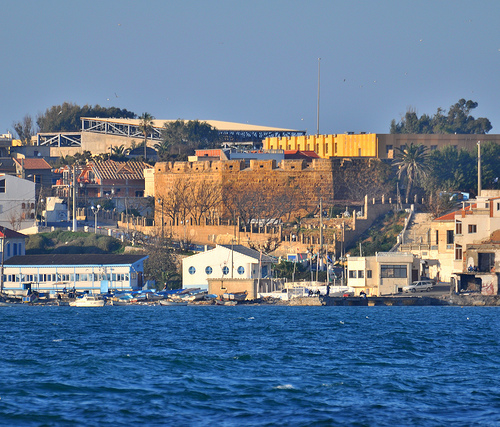
شاطئ حصن تامنتفوست

### مواضيع ذات صلة
- معركة الجزائر (أكتوبر 1541)
- الهجوم البحري على الجزائر (1682)
- الهجوم البحري على الجزائر (1683)
- المقاومة الشعبية الجزائرية ضد فرنسا
- مبايعة محمد بن زعموم (1830)
- معاهدة دي بورمن
- مقاومة متيجة
- علي ولد سي سعدي

### فيديوهات
- مشروع التأهيل والتطوير السياحي لبرج تامنتفوست على يوتيوب.
- منظر خارجي حول برج تامنتفوست على يوتيوب.